# Malva occidentalis
Malva occidentalis är en malvaväxtart som först beskrevs av Sereno Watson, och fick sitt nu gällande namn av M.F. Ray. Malva occidentalis ingår i Malvasläktet som ingår i familjen malvaväxter. Inga underarter finns listade i Catalogue of Life.